# Graniti (metrostation)

Graniti is een metrostation in de Italiaanse hoofdstad Rome. Het station werd geopend op 9 november 2014 en wordt bediend door lijn C van de metro van Rome.

## Geschiedenis
Het station Graniti is ingevoegd aan de smalspoorlijn Rome Fiuggi toen deze eind jaren 90 van de twintigste eeuw werd opgeknapt en voorzien van dubbelspoor. Het is het oostelijkste metrostation in de gemeente Rome en ligt tussen de stations Finocchio en Pantano die al sinds 1916 onderdeel waren van de smalspoorlijn. Deze lijn naar de oostelijke voorsteden werd in 1986 onderdeel van het stadsvervoer en tien jaar later was besloten om de lijn op te knappen en op termijn om te bouwen tot metro. De premetro werd in 2006 geopend, maar omdat in 2004 was besloten om lijn C als automatische metro te bouwen werd de premetro al na ruim twee jaar gesloten omdat er veel meer gedaan moest worden dan alleen de spoorwijdte vergroten. Op 9 november 2014 werd het eerste deel, waaronder het premetro traject, van metrolijn C in gebruik genomen.

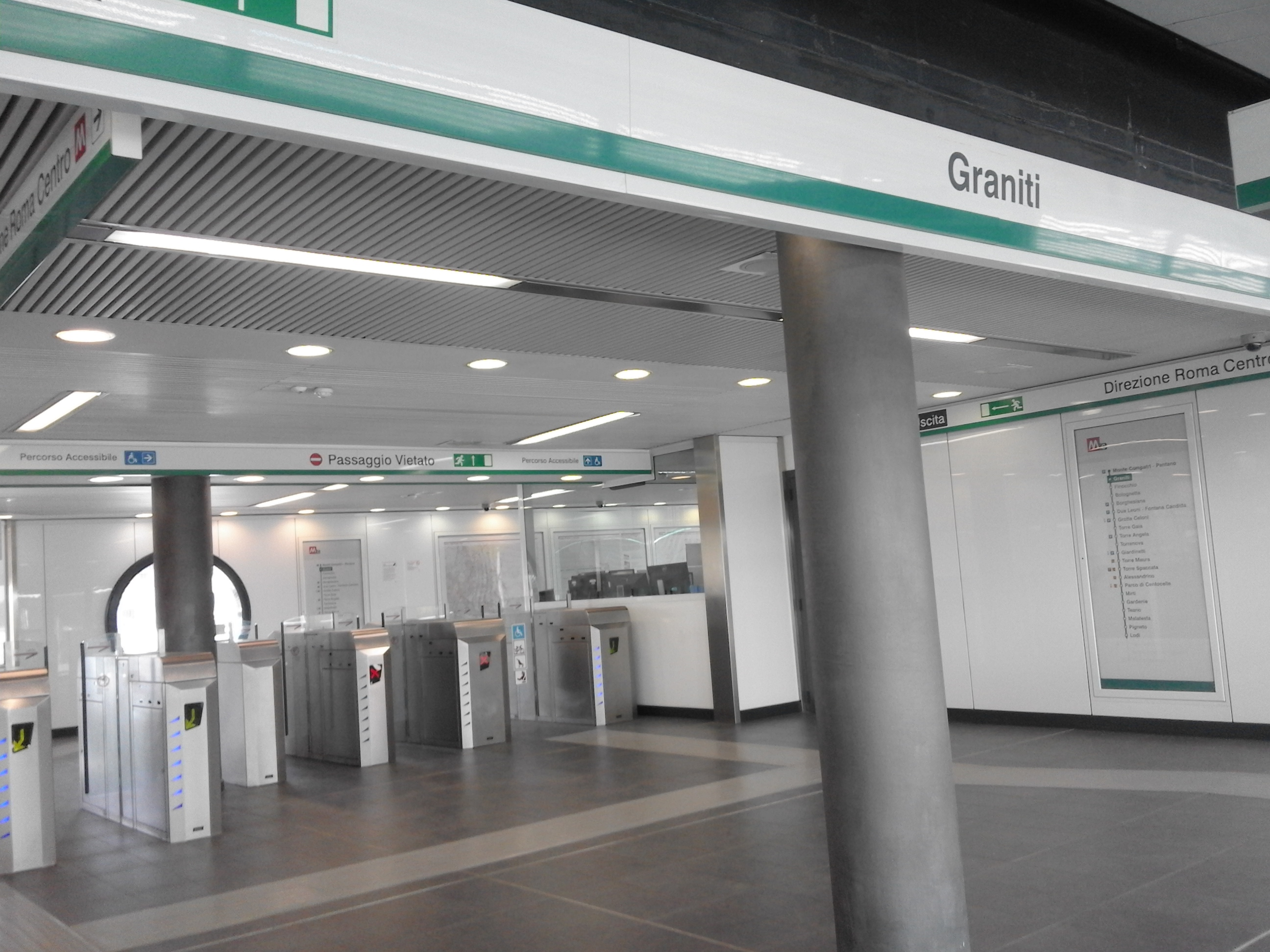
De uitgang aan het zuidelijke perron
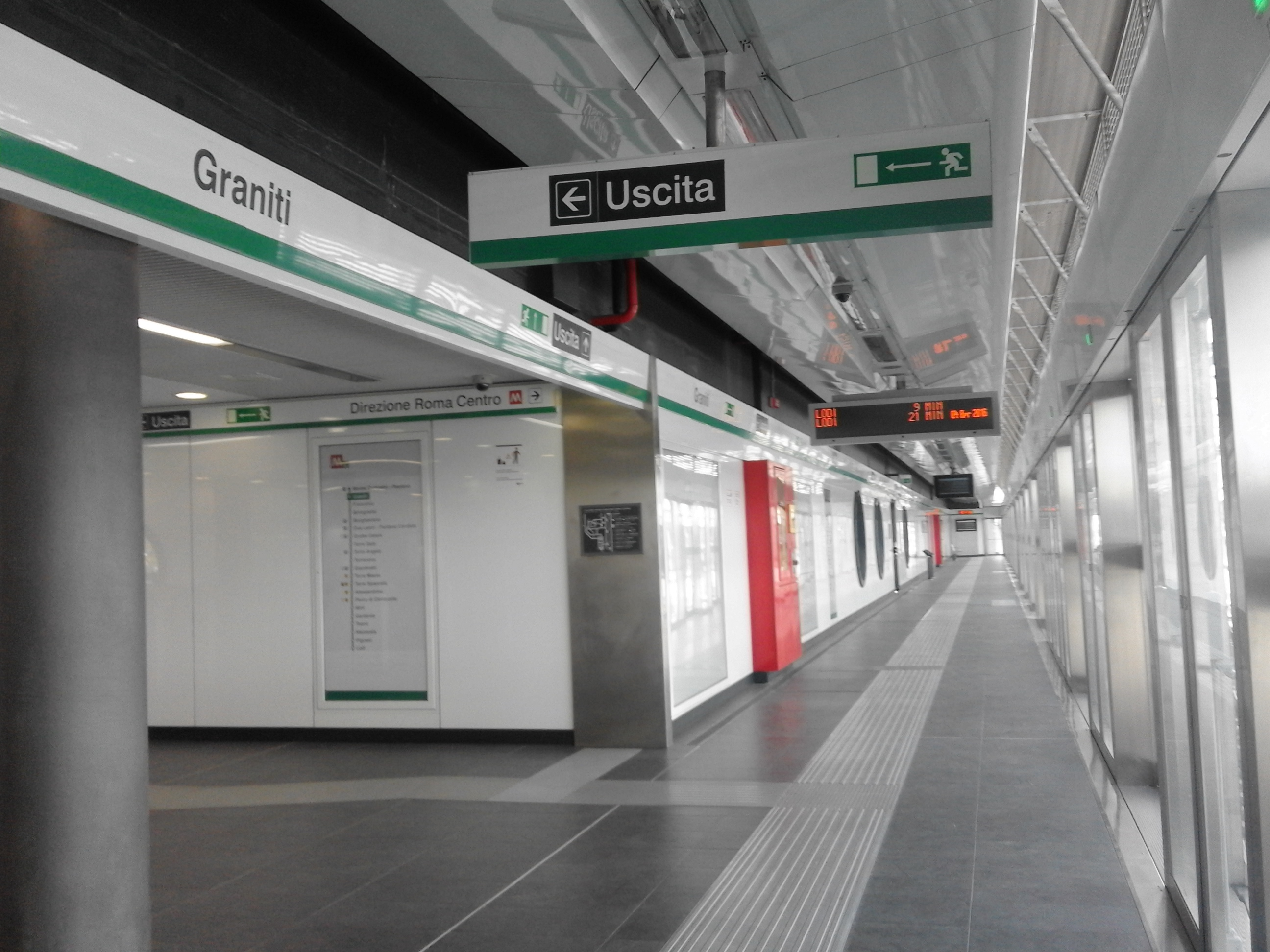
De perrondeuren langs het perron

## Werkplaats en verkeersleiding
Voor de automatische metro werd ten noorden van het station op een terrein van 217000 m2 het depot met werkplaats van lijn C gebouwd. Tevens zijn de verkeersleiding en het beheer van de lijn ondergebracht bij het station. Vanuit de verkeersleiding worden de volgende taken voor de hele lijn uitgevoerd:
- metro verkeersleiding.
- cameratoezicht.
- supervisie en controle van elektrische systemen van stations.
- communicatie met reizigers in de metro's en in de stations.
- on-line communicatie met servicepersoneel.
- verspreiding van informatie onder passagiers (video-audio).
- registratie van gebeurtenissen en belangrijke bedrijfsgegevens van alle subsystemen.